# Feelin' Alright
Feelin' Alright è un album di Mongo Santamaría, pubblicato dalla Atlantic Records nel 1970. Il disco fu registrato al "Wally Heider's Studio 3" di Los Angeles (California) e a New York.

## Tracce
Lato A
1. Feelin' Alright – 2:31 (Dave Mason) – Registrato il 6 ottobre 1969 a Los Angeles (CA)
2. Fever – 3:02 (Eddie Cooley, John Davenport) – Registrato il 6 ottobre 1969 a Los Angeles (CA)
3. Hip-Hug-Her – 2:50 (Steve Cropper, Booker T. Jones, Donald "Duck" Dunn, Al Jackson Jr.) – Registrato il 6 ottobre 1969 a Los Angeles (CA)
4. Hold on, I'm Comin' – 2:18 (Isaac Hayes, David Porter) – Registrato il 6 ottobre 1969 a Los Angeles (CA)
5. I Can't Get Next to You – 2:39 (Barrett Strong, Norman Whitfield) – Registrato l'11 settembre 1969 a New York
6. Sunshine of Your Love – 3:21 (Pete Brown, Jack Bruce, Eric Clapton) – Registrato il 7 ottobre 1969 a Los Angeles (CA)

Lato B
1. Heighty-Hi – 2:43 (Lee Michaels) – Registrato l'11 settembre 1969 a New York
2. In-A-Gadda-Da-Vida – 3:34 (Doug Ingle) – Registrato il 6 ottobre 1969 a Los Angeles (CA)
3. On Broadway – 3:14 (Jerry Leiber, Barry Mann, Mike Stoller, Cynthia Weil) – Registrato il 6 ottobre 1969 a Los Angeles (CA)
4. Tracks of My Tears – 2:51 (Warren "Pete" Moore, Smokey Robinson, Marvin Tarplin) – Registrato il 7 ottobre 1969 a Los Angeles (CA)
5. By the Time I Get to Phoenix – 4:07 (Jimmy Webb) – Registrato l'8 ottobre 1969 a Los Angeles (CA)

## Musicisti
- Mongo Santamaría  - congas, bongos
- Marty Sheller - arrangiamenti, conduttore musicale
- Charles Owens - sassofono tenore
- + altri musicisti sconosciuti